# Колібрі-інка біловолий
Колі́брі-і́нка біловолий (Coeligena torquata) — вид серпокрильцеподібних птахів родини колібрієвих (Trochilidae). Мешкає в Андах.

## Опис

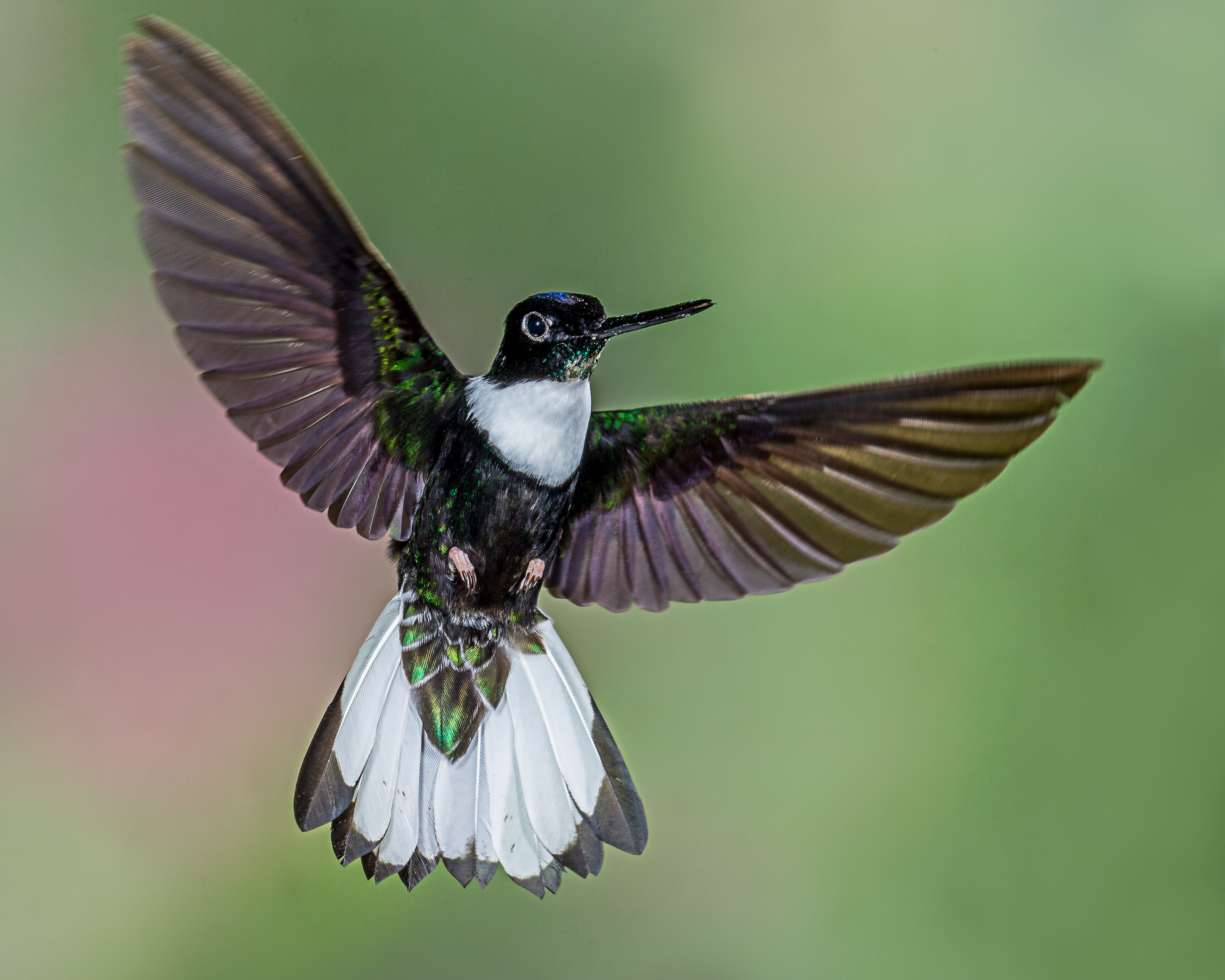
Самець біловолого колібрі-інки

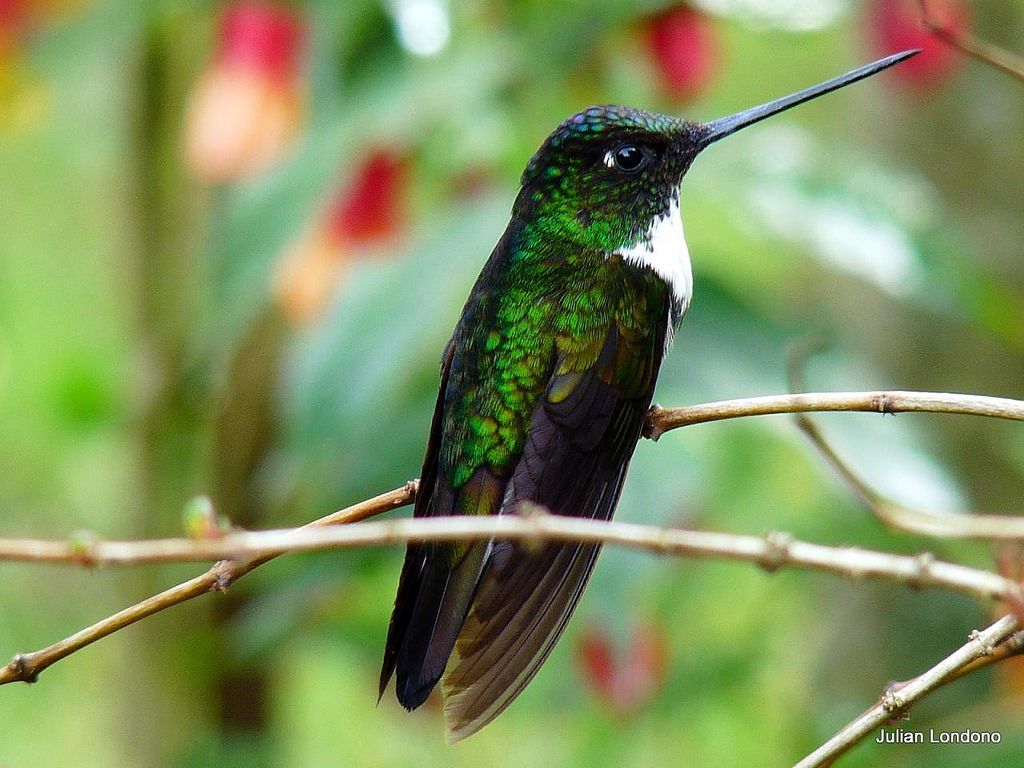
Самець біловолого колібрі-інки

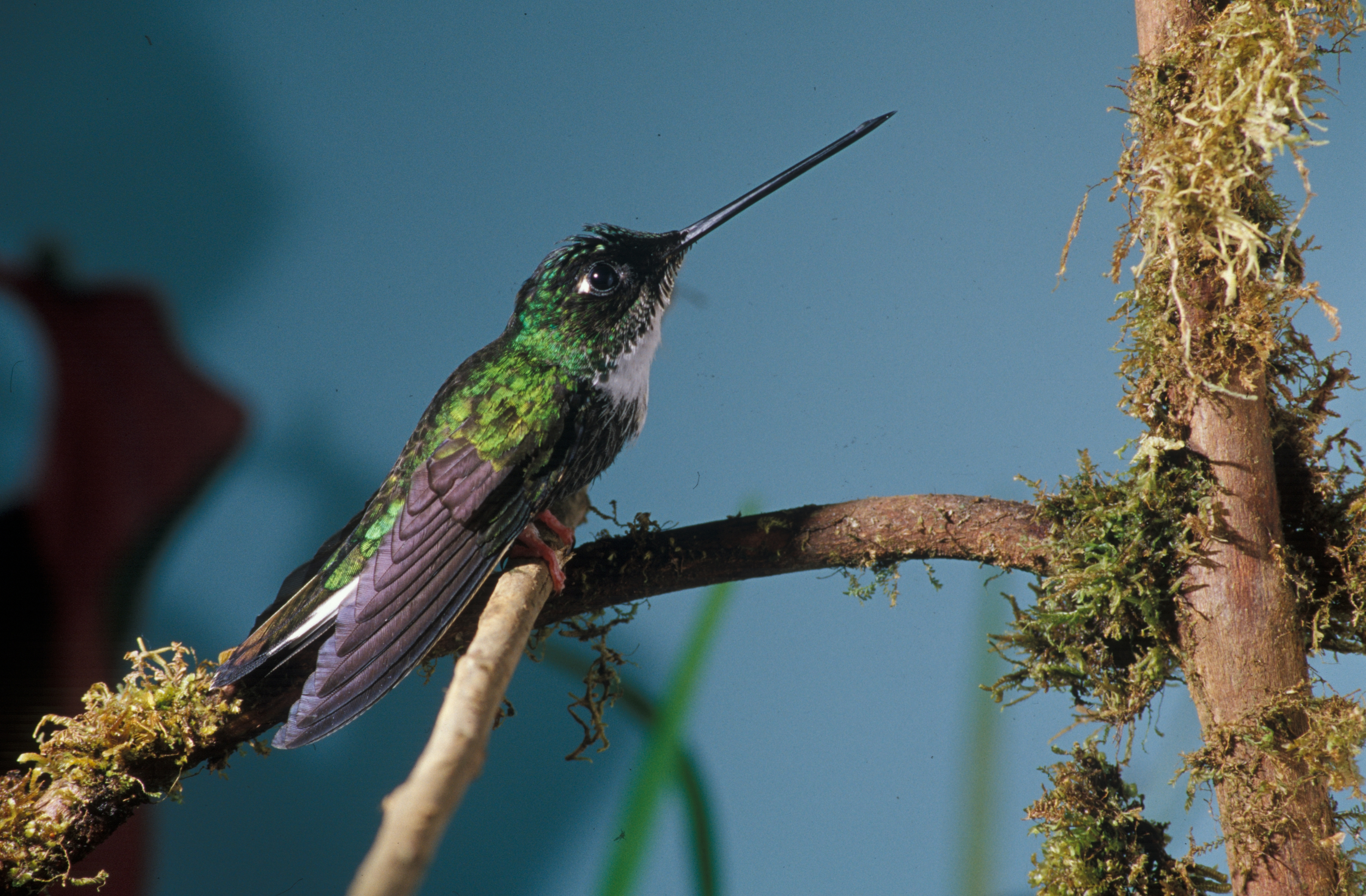
Самиця біловолого колібрі-інки

Довжина птаха становить 10-14 см. У самців номінативного підвиду верхня частина тіла переважно чорна, нижня частина спини і надхвістя темно-зелені. На тімені фіолетова, металево-блискуча пляма, за очима невеликі білі плямки, горло темно=синьо-зелене, груди білі, решта нижньої частини тіла чорна із зеленим відблиском. Центральні стернові пера чорнувато-зелені, крайні стернові пера білі з чорними кінчиками. Дзьоб чорний, прямий, довжиною 33 мм.
К самиць верхня частина тіла зелена, блискуча, горло зелене, поцятковане білими плямками, біла пляма на грудях менша, ніж у самців. Нижня частина спини і надхвістя сірі, поцятковані зеленими лускоподібними плямами. Хвіст такий же, як у самців. Блискуча пляма на тімені відсутня. 
У самців підвиду C. t. conradii верхня частина тіла більш блискуча, ніж у самців номінативного підвиду, тім'я і горло у них зелені, блискучі, на хвості золотисто-зелені плямки. У самиць цього підвиду верхня частина горла охриста. У самців підвиду C. t. fulgidigula верхня частина тіла чорна, тім'я чорне з легким синюватим відтінком, горло дещо світліше, ніж у представників номінативного підвиду. У самців підвиду C. t. margaretae на голові є дві металево-блискучі плями, розділені чорною смугою, горло у них дещо світліше, більш зелене, ніж у представників номінативного підвиду. У самців підвиду C. t. insectivora живіт і спина помітно більш зелені, ніж у самців номінативного підвиду, плями на тімені у них такі ж, як у C. t. margaretae. У представників підвиду C. t. eisenmanni хвіст має мідний відтінок, у самців цього підвиду обличчя з боків чорнувате.

## Підвиди
Виділяють вісім підвидів:
- C. t. conradii (Bourcier, 1847) — Східний хребет Колумбійських Анд і Анди на північному заході Венесуели (Кордильєра-де-Мерида);;
- C. t. torquata (Boissonneau, 1840) — Анди в Колумбії і на крайньому північному заходу Венесуели (Тачира), східні схили Анд в Еквадорі і північному Перу;
- C. t. fulgidigula (Gould, 1854) — Західний хребет Еквадорських Анд;
- C. t. margaretae Zimmer, JT, 1948 — Перуанські Анди (від центрального Амазонаса до Паско);
- C. t. eisenmanni Weske, 1985 — Анди на півдні Перу (Кордильєра-де-Вількабамба);
- C. t. insectivora (Tschudi, 1844) — Перуанські Анди (від Паско до Аякучо);
- C. t. omissa Zimmer, JT, 1948 — Анди на південному сході Перу (від Урубамби до Пуно);
- C. t. inca (Gould, 1852) — Болівійські Анди (Ла-Пас, Кочабамба).

Деякі дослідники виділяють підвид C. t. conradii у окремий вид Coeligena conradii, а підвиди C. t. omissa і C. t. inca — у окремий вид колібрі-інка рудоволий (Coeligena inca).

## Поширення і екологія
Біловолі колібрі-інки мешкають у Венесуелі, Колумбії, Еквадорі, Перу і Болівії. Вони живуть на узліссях вологих гірських лісів, переважно на висоті від 1600 до 3000 м над рівнем моря. в Еквадорі на висоті понад 2100 м над рівнем моря.
Біловолі колібрі-інки живляться нектаром різноманітних квітучих епіфітів та інших рослин, переміщуючись за певним маршрутом, а також комахами, яких ловлять в польоті. Гніздо невелике, чашоподібне, робиться з рослинного пуху та іншого рослинного матеріалу, на висоті від 1 до 2 м над землею. В кладці 2 яйця розміром 15×10 мм.